# Licuala thoana
Licuala thoana là loài thực vật có hoa thuộc họ Arecaceae. Loài này được Saw & J.Dransf. mô tả khoa học đầu tiên năm 1989.